# Almont
Almont es una ciudad ubicada en el condado de Cass en el estado estadounidense de Dakota del Norte. En el censo de 2010 tenía una población de 40 habitantes y una densidad poblacional de 16,07 personas por km².

## Geografía
Almont se encuentra ubicada en las coordenadas 46°45′36″N 97°33′22″O / 46.76000, -97.55611. Según la Oficina del Censo de los Estados Unidos, Alice tiene una superficie total de 2.49 km², de la cual 2.49 km² corresponden a tierra firme y (0%) 0 km² es agua.

## Demografía
Según el censo de 2010, había 40 personas residiendo en Alice. La densidad de población era de 16,07 hab./km². De los 40 habitantes, Alice estaba compuesto por el 100% blancos, el 0% eran afroamericanos, el 0% eran amerindios, el 0% eran asiáticos, el 0% eran isleños del Pacífico, el 0% eran de otras razas y el 0% pertenecían a dos o más razas. Del total de la población el 0% eran hispanos o latinos de cualquier raza.